# Mamba (film 1988)
Mamba  è un film del 1988 diretto da Mario Orfini, scritto e prodotto da Orfini, con la collaborazione di Lidia Ravera e Claudio Cutry. Il film, interpretato da Trudie Styler, Gregg Henry e Bill Moseley, venne presentato in vari festival, tra i quali la diciassettesima edizione del "Festival international du film fantastique d'Avoriaz" e la nona edizione del "Mystfest Festival Internazionale del Giallo e del Mistero".
La sceneggiatura del film tratta la storia di Gene, che dopo esser stato lasciato da Eva, si vendica di lei introducendo nella sua casa un mamba. Gene controlla tutti i movimenti del serpente tramite dei congegni elettronici. Dopo essersi accorta della presenza del rettile, Eva cercherà in tutti i modi di uscire da casa sua.
Mamba non fu un successo commerciale in Italia, ma i critici italiani lo accolsero positivamente, mentre quelli statunitensi lo accolsero in maniera più negativa.

## Trama
Dopo essere stato lasciato dalla fidanzata Eva, Gene decide di vendicarsi, ponendo fine alla vita della donna, sicché non possa appartenere più a nessun altro. Essendo appassionato e molto esperto di videogame e animali esotici - tramite il suo amico Frank, che abita nel deserto - si procura un mamba, velenosissimo serpente. Dopo aver convinto Frank ad iniettare nell'animale degli ormoni per aumentarne l'aggressività, Gene uccide Frank con il mamba.
Gene inserisce una spia nel serpente, gli inietta gli ormoni e lo porta di nascosto nella casa di Eva dentro un tubo da disegno. Dopo aver verificato che la donna ora lo disprezza e non ha nessuna intenzione di tornare con lui, l'uomo attacca ad Eva una spia e libera l'animale in casa sua. Dopo esser uscito, spezza nella serratura esterna una chiave per intrappolare costei all'interno del loft e stacca la linea telefonica; il loft ha solo quell'accesso ed è anche privo di finestre.
La donna, dopo che Gene esce, entra nella vasca da bagno. Subito dopo registra un video da mandare a Gene, e riguardando il nastro si accorge di aver ripreso un serpente. Ella così scopre la presenza in casa sua del rettile mortale, e dopo aver tentato di scappare, cerca di ucciderlo. In un primo momento, usa il fuoco e gli lancia degli oggetti, ma poi si rende conto che non riuscirà a tenerlo a bada per sempre. Fuori, nel frattempo, Gene è preoccupato: l'iniezione di ormone ucciderà il mamba che inizierà ad autointossicarsi trascorsa un'ora dalla sua entrata nel loft, e inoltre è stato perso anche il segnale di Eva, dato che la donna inavvertitamente si è liberata del dispositivo di localizzazione che indossava.
Allo scadere del tempo, Gene torna nell'appartamento trovando la donna sdraiata per terra accanto al serpente, che uccide decapitandolo. Credendola morente, le racconta il suo piano, giustificando la sua vendetta; nel frattempo, apre il tubo da disegno per portare via il serpente, ma quando raccoglie i resti del rettile scopre che è solo un modellino di creta fatto da Eva per ingannarlo. Il serpente vero si trova nel tubo, dove Eva l'aveva intrappolato, e il mamba, ritrovatosi libero, si avventa su Gene e lo morde facendolo morire poco dopo.

## Curiosità
L'intero cast del film è composto da sole cinque persone: i due protagonisti, il procacciatore di serpenti, un passante e l'annunciatore televisivo.

## Cast
La protagonista del film, Trudie Styler, era conosciuta dal pubblico per la sua interpretazione nel film La sposa americana di Giovanni Soldati e per la sua relazione con il cantante Sting. L'attrice chiese anche di rimanere sola nel loft dove era ambientato il film per due giorni di seguito, per ambientarsi allo spazio. Durante un'intervista Orfini la definì bravissima, e che la si poteva paragonare a Jane Fonda ne Il mattino dopo.
L'attore Gregg Henry invece interpretò Gene, il fidanzato di Eva. Henry aveva già recitato nel thriller-erotico di Brian De Palma Omicidio a luci rosse.
Il resto del cast comprendeva Dante Spinotti per la fotografia, Fernando Scarfiotti per le scenografie, i costumi di Milena Canonero e il montaggio di Claudio Cutry. Sul set arrivò anche Helmut Newton per fare le foto di scena. Inizialmente le musiche dovevano esser composte da Peter Gabriel, ma successivamente venne scelto Giorgio Moroder.

## Produzione
Il budget del film si aggirava attorno ai 4,6 milioni di dollari. La lavorazione ebbe inizio nell'estate del 1987 e durò dieci settimane e gli interni vennero girati tutti negli studi di Cinecittà nel Teatro Tre, mentre altre scene vennero girate a Los Angeles e nel deserto del Mojave. Durante la produzione il film cambiò varie volte il nome, da Mamba a No exit, ed infine Fair Game, il titolo statunitense.
Orfini decise di utilizzare dei mamba veri, e la produzione ne fece arrivare cinque dall'Africa equatoriale; i serpenti vennero sistemati in una gabbia di vetro riscaldata a 40 gradi. Ogni venti giorni i mamba venivano nutriti con dei topolini bianchi. Ai mamba vennero estratte delle ghiandole velenifere, ma questo si rivelò dannoso nei confronti dei serpenti stessi. A causa di ciò vennero usati dei giovani pitoni ai quali veniva applicato del cerone per renderli più somiglianti ai mamba. In tutto i serpenti erano tre, uno nero, uno grigio e uno beige. Una delle difficoltà fu anche che i serpenti avvertivano la paura della Styler, e questi si bloccavano. Inoltre si cercava di non stressare eccessivamente i pitoni, per cui le riprese venivano interrotte spesso. Durante le riprese due degli esemplari morirono a causa della fatica.
Per riprodurre i movimenti del mamba, Orfini usò la tecnica della steadicam.
Nella sua autobiografia, Luciano De Crescenzo ha narrato un aneddoto particolare del film: nella sceneggiatura originale era previsto che il Mamba avrebbe mangiato realmente un coniglio, ma alcuni membri della troupe non vollero che questa scena si girasse e chiamarono l'Ente Nazionale Protezione Animali. Il regista, tuttavia, approfittando della lontananza di costoro (che, nel frattempo, si erano recati al bar) girò lo stesso la scena che però ebbe un risvolto imprevisto: grazie ai suoi rapidi movimenti, fu il coniglio ad uccidere il serpente. Gli animalisti del set brindarono all'evento ma lo scrittore napoletano li criticò: pur essendo anche lui contrario a quel crudo assassinio, non approvava il fatto che gli animali fossero divisi in "simpatici" e "antipatici".

## Colonna sonora
La colonna sonora del film fu prodotta da Giorgio Moroder.
Mamba - Original Motion Picture Soundtrack
1. I Am Alive - Edie Lehmann - 4:21
2. Listen To Your Heart - Koreana - 4:18
3. I One On One - Joe Pizullo - 3:30
4. I Heaven Now - Joe Pizullo - 3:54
5. I Singing to the Sky - Edie Lehmann - 4:15
6. Opening - Giorgio Moroder - 4:51
7. Love Theme - Giorgio Moroder - 4:45
8. Suspense - Giorgio Moroder - 4:33
9. Chase - Giorgio Moroder - 5:18

## Promozione
I manifesti e le locandine utilizzate per la promozione del film, all'epoca della sua diffusione nelle sale cinematografiche italiane, sono opera dell'illustratore Renato Casaro.

## Distribuzione
Dopo aver preso parte a svariati festival, la pellicola è stata distribuita nelle sale cinematografiche italiane il 28 aprile 1989.

## Accoglienza

### Incassi
Il film non fu un successo in Italia, anche perché fu realizzato specificatamente per il pubblico americano. Mamba venne distribuito nel circuito cinematografico italiano nei primi giorni del maggio 1989 e incassò 539.521.000 lire. Gli incassi del primo giorno provenienti da Roma e Milano vennero devoluti all'Amazzonia. Il film durante la prima messa in onda su Italia 1 ottenne dei buoni risultati con 3 milioni di ascolti.
Il film ebbe maggior successo all'estero, infatti la società Overseas vendette il film a 36 paesi, tra cui 27 copie furono vendute da Orfini.

### Critica
I critici italiani accolsero il film positivamente. Nella recensione del "Resto del Carlino" il film è stato apprezzato per le collaborazioni celebri e per l'interpretazione dell'attrice principale. "Il Morandini" lo definisce come un "thriller ad alta tensione, tenuto nell'ambito di un esercizio stilistico su una corda sola." "Il Cinematografo" ha dato al film una recensione positiva chiamandolo "abile thriller [...] perché basato su un'idea abbastanza originale", ed elogia le riprese e gli effetti speciali. Nell'enciclopedia cinematografica "Garzantina del Cinema", nella biografia di Orfini Mamba viene etichettato come un "originale thriller orchestrato quasi come un videogioco". Il sito "Film TV" ha assegnato al film un voto sufficiente, dandogli tre stelle su cinque, e sostenendo che il film è un "thriller puro", con momenti di "tensione" e che "non mancano le metafore (la protagonista si chiama Eva...)".
In America il film venne invece accolto in maniera contrastante. Sul sito "AllMovie", il giornalista Iotis Erlewine ha assegnato al film una stella e mezzo su cinque. John Stanley nel suo libro "Creature features" ha assegnato due stelle e mezzo al film e ha definito la regia di Orfini mediocre, e inefficaci le inquadrature dal punto di vista del serpente. "Guide TV" ha dato al film una recensione più positiva, assegnandogli due stelle su cinque e soffermandosi sull'interpretazione della Styler e sugli aspetti migliori del film.
Anche nel sito britannico "Time Out London" Mamba è stato accolto negativamente.

### Censura
Il film fu approvato dalla censura il 9 dicembre 1988, con il visto n. 84200. Inoltre venne vietato ai minori di 15 anni in Islanda, Gran Bretagna, Norvegia e Spagna.